# Kurt Hertha
Kurt Hertha (* 2. Mai 1926 in Gestungshausen bei Coburg; † 8. Juli 2007 in Grünwald) war ein deutscher Textdichter und Komponist. Er kooperierte oft mit den Komponisten Henry Mayer, Ralph Siegel, Heinz Gietz, Karl Götz, Rolf Arland oder Christian Bruhn. Kurt Hertha schrieb auch unter den Pseudonymen Andy Adison und Felix Prost.

## Jugend
Kurt Hertha erlernte das Violin- und Klavierspiel. Ein Einberufungsbefehl brachte ihn im Zweiten Weltkrieg zu den Funkern. Wegen angeblicher Wehrkraftzersetzung wurde er in eine Strafkompanie versetzt, doch bewahrte ihn seine Tätigkeit in frontnaher U-Musik vor härteren Konsequenzen.

## Anfänge

Die kleine Terz – Ich möcht’ gern an Biersee (September 1955)

Herthas erste erfolgreiche Komposition war das Stimmungslied Ich möcht‘ gern an Biersee von der Formation Die kleine Terz & Blaskapelle Otto Ebner, die im September 1955 erschien und zum Oktoberfest-Hit des Jahres 1957 avancierte. Im Jahre 1958 schrieb er für Dietmar Schönherr Ich suche die Liebe (Januar 1959). Ted Herold übernahm danach Dixieland Rock (B-Seite von Hula Rock, Februar 1959), Rudi Büttner brachte Ich liebe You (Mai 1959;) auf den Markt. Für das Jahr 1959 ließ Hertha mindestens 6 Titel registrieren. Darunter befanden sich seine erste Hitparadennotierung Sie von Gerhard Wendland (Juli 1959; Rang 15), Heidi Brühl übernahm Immer wenn Du bei mir bist / Wir werden uns finden (Juli 1959; Rang 37), Vico Torriani Piano (EP Vico Torriani singt; Dezember 1959) oder Willy Hagara So bist nur Du, Lorena (B-Seite von Ein Herz und eine Rose; aufgenommen am 24. April 1959).

## Die 1960er Jahre

Gerhard Wendland – Tanze mit mir in den Morgen (August 1961)

1960 brachte Hertha wenigstens 3 Titel heraus, darunter Lou van Burgs deutsches Cover vom Traditional Down by the Riverside mit dem Titel Freunde fürs Leben (Juni 1960), Willy Hagaras Fassung (August 1960) konnte bis auf Rang 8 der deutschen Hitparade vordringen. Es folgten Jimmy Makulis mit Nachts in Rom (B-Seite von Ein Boot, eine Mondnacht und Du; Juli 1960) und Fred Bertelmann mit Herrlich war die Reise (August 1960). 1961 kamen 8 Titel auf den Markt, darunter die Nilsen Brothers mit dem Novelty Song Halt das Känguruh fest, Boy (März 1961), das auf Tie Me Kangaroo Down, Sport von Rolf Harris beruhte. Für Carmela Corren entstand Immer geht das Leben weiter (B-Seite von Sei nicht traurig, geliebte Mama; Oktober 1961), Gerhard Wendland übernahm Tanze mit mir in den Morgen (Rang 1; August 1961), womit Kurt Hertha der Durchbruch gelang. Sein erster Nummer-eins-Hit verkaufte bis Mai 1962 mehr als eine Million Exemplare und wurde nachfolgend von mindestens 18 Interpreten gecovert. Das Medium-Terzett folgte mit Der ganze Kahn ist voller Heimweh (September 1961; Rang 39). Das Jahr 1962 präsentierte mindestens 16 Titel aus der Feder von Kurt Hertha. Darunter befanden sich Gerhard Wendland und Schau mir nochmal in die Augen (aus dem Film Die Post geht ab; Premiere am 21. September 1962; Mai 1962; Rang 3) / Schläfst Du schon?, Fred Bertelmann mit Tango ohne Licht (B-Seite von Sie brauchen eine Brille; Juli 1962) und Tausend Orchideen (November 1962), Ralph Bendix versorgte er mit dem Titel Die große Nummer wird gemacht (Juli 1962), Zarah Leander mit Was wissen Männer von Liebe? / Cabaret Paris (aufgenommen am 10. August 1962; November 1962), Carmela Corren mit Blauer Wind von Mexiko (November 1962) sowie Petula Clark mit Monsieur (August 1962; Rang 1) und Casanova Baciami (Januar 1963; Rang 2). Das mit französischen Vokabeln durchsetzte Lied Monsieur war sein zweiter Nummer-eins-Hit und vermeldete nach vier Monaten 1 Million verkaufte Exemplare.
1963 kamen mindestens 20 Titel aus Herthas Feder auf den Markt, darunter für das Medium-Terzett Der Schatz im Silbersee (April 1963; Rang 15) und Winnetou (August 1963; Rang 15), Gitte Hænning übernahm Das alte Haus in der Huckleberry Street (B-Seite von Ich will ’nen Cowboy als Mann; Juni 1963) und Ich brauche zum Glück keinen Schornsteinfeger (B-Seite von Wenn Du musikalisch bist; 24. Juni 1963), Benny Quick griff auf den Twist um Mitternacht mit Susi zurück (August 1963). 1964 gab es wenigstens 27 von Hertha verfasste Titel. Darunter befanden sich Mach‘ die Augen zu (März 1964) und Tanze die ganze Nacht mit mir für Gerhard Wendland (Dezember 1964), Heidi Bachert mit der deutschsprachigen Coverversion von My Boy Lollipop (Juli 1964), Roy Black With His Canons erste Single Sweet Baby mein (B-Seite von My Little Girl; September 1964) noch als Beatmusik. Der Sportler Manfred Schnelldorfer sang Wenn Du mal allein bist (August 1964; Rang 4), Bernd Spier Das war mein schönster Tanz (Original: I Only Came to Dance With You, Musik James Marcus Smith = P. J. Proby; Dezember 1964) oder Gitte Das ist der Blue-Beat (Dezember 1964).
Im Juli 1963 geriet Herthas erster Millionenseller Tanze mit mir in den Morgen (Mitternachtstango) in einen Urheberrechtsstreit, der bis zum Bundesgerichtshof ausgetragen wurde. Das oberste Gericht erkannte Ähnlichkeiten von 12 Takten mit dem Hauptsatz der Magdalenenarie. Hertha konnte in dem Urheberrechtsprozess zusammen mit Musikkomponist Karl Götz nachweisen, dass die mit der in D-Dur gesetzten Magdalenenarie („O schöne Jugendtage“) aus der Oper Der Evangelimann von Wilhelm Kienzl (Uraufführung: 4. Mai 1895) übereinstimmenden Melodieelemente auch in Volksliedern und in Werken von Schubert, Mozart, Weber, Chopin und Wagner enthalten sind. Der BGH führte aus, dass sich zwar beide im Takt unterschieden, doch die prägende Wirkung beider gehe nicht vom Rhythmus, sondern von der Melodie aus. Zufällige Doppelschöpfungen seien auch gerade auf dem Gebiet der leichten Musik, die sich einfacher, eingängiger Formen bediene, besonders naheliegend, zumal beide keine besondere Eigenart aufwiesen. Übereinstimmungen, die lediglich auf Zufall beruhten, stellten keine Urheberrechtsverletzung dar.

Roy Black – Ganz in Weiß

1965 brachte es Hertha auf 25 Titel. Er versorgte nochmals Roy Black With His Canons mit Let’s Go (mach‘ keine Show) (B-Seite von Darling My Love; Januar 1965), Gitte mit Come back (B-Seite von Nashville Tennessee; März 1965). Dann wechselte Roy Black zum Schlager mit Herthas Titel Du bist nicht allein (April 1965), der sich 800.000 Mal verkaufte, gefolgt vom größten kommerziellen Hit Ganz in Weiß (Dezember 1965). Insgesamt wurde die Platte 2,5 Millionen Mal verkauft und erhielt hierfür die Goldene Schallplatte am 25. Januar 1968. Die Idee zum Titel kam Hertha, als er ein Schaufensterschild mit dieser Aufschrift in einem Brautmodenladen las. Electrola brachte im August 1965 parallel in Deutschland von Gilbert Bécaud dessen französisches Original Nathalie und die deutsche Fassung mit einem Text von Hertha heraus, letztere erreichte Rang 17 der Charts. Am 18. Oktober 1965 nahm Renate Kern die Single Eine Welt für uns Zwei (Tom Springfield/Kurt Hertha) im Bremer Polydor-Tonstudio auf. 1966 kamen 21 Titel von Hertha auf den Markt, darunter für Bata Illic Einsames Herz in der Nacht (B-Seite von Die Welt ist voller Liebe; Dezember 1966), Wencke Myhre übernahm 4 Titel, darunter Einsamer Boy (B-Seite von Wer hat ihn geseh’n?, November 1966), Franz Beckenbauer Gute Freunde kann niemand trennen (B-Seite von Du allein; Dezember 1966) und Roy Black Good Night My Love (Dezember 1966).
1967 präsentierte Hertha wenigstens 26 Titel, die meistens als B-Seite einer Single erschienen. Davon übernahm Schlager-Neuling Bata Illic 3 Stücke, darunter Einsames Herz in der Nacht (B-Seite von seiner ersten deutschen Single Die Welt ist voller Liebe; Februar 1967), Was wird morgen sein (Cover von Non mi dire mai Good Bye; Juni 1967), Roy Black erhielt Schenk mir ein Souvenir (B-Seite von Meine Liebe zu Dir; Juni 1967). 1968 wurden 19 Hertha-Titel veröffentlicht, darunter für Chris Roberts Nur die Liebe ist gut (B-Seite seiner ersten Single Wenn Du mal einsam bist; Januar 1968), Roy Black Dieser Tanz soll nie zu Ende gehen (B-Seite von Bleib bei mir; Februar 1968), Christian Anders erste Single Happy Love (B-Seite von Mexico; September 1968), Bata Illic Mit verbundenen Augen (Oktober 1968), Nana Mouskouri Blumen der Liebe (B-Seite von Aranjuez-Melodie; 1968). Von den 24 Titeln des Jahres 1969 ist lediglich Adamo mit Du bist so wie die Liebe (März 1969) hervorzuheben.

## Die 1970er Jahre

Chris Roberts – Du kannst nicht immer siebzehn sein (Dezember 1973)

In den 1970er Jahren gelang Hertha die höchste Produktivität seiner Schaffenszeit. Im Jahre 1970 kamen mindestens 33 Titel auf den Markt, alleine mit 5 Titeln versorgte er Chris Roberts für dessen LP Die Maschen der Mädchen (Januar 1970), deren Titelsong im Dezember 1969 bis auf Rang 8 der Single-Charts vordrang. 4 Titel entstanden für Ivan Rebroff (LP Kosaken müssen reiten; 1970), Katja Ebstein sang Wind in der Nacht (LP Mein Leben ist so wie ein Lied; November 1970). Siw Malmkvist übernahm Liebe wie im Rosengarten (Cover von Rose Garden; März 1971), Chris Roberts Deine Schokoladenseite (B-Seite von Mein Name ist Hase; April 1971), Costa Cordalis Und die Sonne ist heiß (August 1971), Katja Ebstein Ein kleines Lied vom Frieden (November 1971; Rang 47). 1972 erschienen 36 Titel aus der Feder Herthas, alleine 8 für Freddy Breck; darunter Überall auf der Welt (Paraphrase aus Giuseppe Verdis Gefangenenchor; Juli 1972; Rang 7) und Bianca (Dezember 1972; Rang 2). Roy Black übernahm Sommernacht (B-Seite von Eine Rose schenk‘ ich Dir; März 1972), Ich glaube an Dich (B-Seite von Träume in Samt und Seide; Juli 1972) und Mein Herz ist bei Dir (November 1972; Rang 11).
Die meisten Lieder mit Herthas Texten erschienen 1973 mit insgesamt 55 Titeln, darunter alleine 12 für Freddy Breck, beispielsweise Eine Frau ist so schön, wenn sie liebt (B-Seite von Rote Rosen; Juli 1973) oder Halli Hallo (adaptiert aus Gioacchino Rossinis Diebische Elster; Dezember 1973; Rang 21) oder Chris Roberts kommerziellster Hit Du kannst nicht immer siebzehn sein (Dezember 1973; mit Ralph Siegel; Rang 3). Olivia Molina wurde mit 10 Titeln bedacht (LP Meine Lieder; September 1973), 4 landeten auf Peter Alexanders LP Wir sind eine große Familie (November 1973). Erneut 55 Titel schuf Hertha im Jahre 1974, darunter 10 für Chris Roberts wie Du und ich allein (Januar 1974) und Ich mach‘ ein glückliches Mädchen aus Dir (Oktober 1974; Rang 20). Ebenfalls 10 Titel reservierte sich Freddy Breck, darunter Komm’ in mein Boot (B-Seite von Die Sonne geht auf; Juli 1974), 4 Titel übernahm Ireen Sheer. 1975 brachte Hertha mindestens 41 Titel hervor. Zunächst entstand für Peggy March zusammen mit Ralph Siegel ein Lieder-Zyklus über Persönlichkeiten (LP Männer: Al Capone macht das schon, Cassius Clay, Die Kennedy – Family, Gary Cooper – Warum rauchen die Pistolen, Napoleon – Wer war denn schon Napoleon, Pelé, Sigmund Freud – Frei macht die Liebe; Februar 1975). Adam & Eve übernahmen Wo die Musikanten sind (LP Wir beide; März 1975), Freddy Breck wurde mit 9 Titeln bedacht, darunter Angelie (B-Seite von Mit einem bunten Blumenstrauß; März 1975) und Der große Zampano / Dein ist mein Lied (Juni 1975; Rang 16), 5 entstanden für Peter Alexander, darunter Und hinterher da nehm‘ ich Dich in meine Arme (Mai 1975), Olivia Molina griff auf Weißes Kleid und roter Wein zurück (B-Seite von Heute Si, Morgen No; Juni 1975).
1976 gab es weitere 24 Titel von Hertha, davon 5 für Freddy Breck, darunter Das ist die wahre Liebe / Die Sonne (März 1976), Einmal findet jeder nach Hause (B-Seite von Der weiße Flieder; Mai 1976). Chris Roberts erhielt Do You Speak English? (April 1976; Rang 14). Für den Eurovision Song Contest 1976 übernahmen die Les Humphries Singers Sing Sang Song (April 1976), landeten hier jedoch abgeschlagen auf Rang 15. Mireille Mathieu wurde mit Der Wein war aus Bordeaux / Es ist Zeit für Musik bedacht (August 1976; Rang 24). Von den 27 Titeln des Jahres 1977 übernahm Jürgen Marcus Das weiß die ganze Nachbarschaft (August 1977), 4 Titel entstanden für Martin Mann, darunter Ich glaube Dir (B-Seite von Strohblumen; September 1977), 7 für Freddy Breck, darunter Mach‘ was Schönes aus diesem Tag (Dezember 1977). Mireille Mathieu erhielt das Traditional Glory, Glory Halleluja (LP Das neue Schlager-Album; 1977). Für 1978 sind 15 Titel überliefert, darunter Tony Marshall mit Bora Bora (März 1978), Bata Illic Menschen, genau wie Du und ich (B-Seite von Sehnsucht; April 1978), Chris Roberts Ich tausch‘ den Sommer gegen 7 Tage Regen (August 1978), Karel Gott Das Mädchen aus Athen (November 1978). Wenigstens 11 Titel gab es 1979, so etwa Bata Illic Oh Kleopatra (Januar 1979), Dschinghis Khan Sahara (B-Seite von Dschinghis Khan; März 1979) und Desert Land (B-Seite von Genghis Khan, April 1979).

## Die 1980er Jahre und danach
In den 1980er Jahren verringerte sich Kurt Herthas Pensum deutlich. 1980 entstanden wenigstens 11 Titel. Costa Cordalis übernahm Pan (April 1980; Rang 22), Katja Ebstein Glashaus (B-Seite von Dann heirat‘ doch Dein Büro; Juli 1980). 1981 gelangten 10 Titel von Hertha auf dem Markt, 5 davon alleine für Tony Marshall, darunter Mach‘ Dir das Leben doch schön (Februar 1981), Costa Cordalis Ich hol‘ Dich raus (Mai 1981). Von den mindestens 7 Titeln aus 1983 reservierte sich das Travestie-Duo Mary & Gordy 6 für die LP Meistens ist gar nichts dahinter (1983), wonach auch ihre ab 15. September 1984 beginnende Tournee benannt war. Von den 6 Hertha-Beiträgen des Jahres 1984 übernahm Tony Marshall Das werden wir alles überleben (Oktober 1984), 1985 bedachte Hertha Audrey Landers mit Paradise Generation (mit Jack White; Oktober 1985). Im Jahre 1987 coverten Die Toten Hosen Herthas Wenn Du mal allein bist von Manfred Schnelldorfer (LP Never Mind The Hosen – Here’s Die Roten Rosen; Juli 1987). Tony Christie coverte im August 1992 den von Hertha geschriebenen und von Jack White komponierten Jürgen-Marcus-Hit Was hast Du heute Abend vor? (Januar 1978). Halte fest, den der Dich liebt für Guildo Horn & die Orthopädischen Strümpfe (LP Danke!; März 1998) war einer der letzten Texte Herthas.

## Ehrungen
Kurt Hertha hat über 1300 Titel geschrieben, von denen drei den Status von Platin- und zwölf von Goldenen Schallplatten einbrachten. Er gehörte von 1961 bis 1979 dem Aufsichtsrat der GEMA an. Der Deutsche Textdichter-Verband ehrte Kurt Hertha 1990 mit seiner Auszeichnung „Goldene Feder“. 1997 wurde er mit dem Willy-Dehmel-Preis der GEMA-Stiftung ausgezeichnet, 2006 verlieh ihm die GEMA die Ehrenmitgliedschaft.